# 파워퍼프걸

《파워퍼프걸》(영어: The Powerpuff Girls)은 크레이그 맥크라켄, 러프 드래프트 코리아에 의해 만들어진 미국의 TV 애니메이션이다. 대한민국에서는 2000년대에 투니버스, SBS, 카툰 네트워크를 통해 방송되었다. 카툰 네트워크에서 2016년에 리부트된 새로운 파워퍼프걸 시리즈를 방송할 것이라고 발표했다.

## 등장 인물

### 파워퍼프걸
유토니움 박사가 만들어낸 완벽한 3명의 인조인간 소녀. 각각 특정한 3개의 재료인 설탕, 향신료, 온갖 좋은 것, 그리고 정말로 예기치 못한 실수로 집어넣게 된 화학 약품 <케미컬 X>를 섞어 넣어 만들어졌다. 태어날 때부터 지니고 있는 슈퍼 파워를 이용해 온갖 괴물과 악당들로부터 타운스빌을 지키고 범죄를 물리치는 사명을 띠고 있다. 기본적으로 지니고 있는 파워로 초 괴력, 비행 능력, 눈에서 발사하는 레이저가 있으며 그 외에도 다양한 초능력을 구사할 수도 있고 멤버들이 개인적으로 독자적인 특수 파워도 지니고 있다.
블로섬(Blossom)
색상:      분홍색
파워퍼프걸의 리더이며, 머리의 커다랗고 붉은 리본이 트레이드 마크이며 주황색의 매끄럽고 긴 머리칼을 포니테일 형식으로 묶고 붉은 하트가 달린 핑크색 머리핀으로 고정했다. 상징 색깔은 분홍색이며, 파워퍼프걸 중 가장 영리하고 지적이며 냉정침착하다. 냉철한 판단력과 뛰어난 두뇌로 늘 다른 멤버들을 이끌어가며 다른 멤버들도 머리싸움을 할 땐 늘 블로섬에게 의지한다. 하지만 리더라는 강박관념과 자기 자신에 대한 지나친 자신감 때문에 멤버들을 약간 자기 입맛에 맞게 강제적으로 이끌어가려는 모습을 보이며 지나치게 원칙주의적인 성격을 가지고 있어, 버터컵이 짜증을 내기도 한다. 특기는 중국어 공부 및 작전 세우기이며, 파워퍼프걸 중 유일하게 독서를 하는 인물이다. 나이는 버터컵과 같거나 그보다 많은걸로 추정된다.
- 파워
  - 공동 파워
  - 특수 파워

1. . 아이스 파워: 블로섬이 지닌 특수 능력이며, 말 그대로 호흡을 하면 입에서 모든 걸 얼리는 얼음의 숨결이 나온다.

버블스(Bubbles)
색상:      물색
파워퍼프걸의 멤버이며, 선명한 금발을 짧게 트윈 테일로 묶었다. 상징 색깔은 하늘색. 마음이 여리고 감정이 풍부한 어리광쟁이이기 때문에 멤버들 중 가장 상냥하고 얌전하며 눈물이 많다. 취미도 귀여운 동물이나 인형, 예쁜 옷, 크레파스로 그림 그리기를 좋아한다. 눈물 많고 순진한 성격 때문에 늘 버터컵과 싸우고 놀림당하기도 한다. 하지만 일단 화가 나면 굉장히 무서운 성격. 온순하긴 하지만 자기 주장만큼은 확실히 하는 성격이며 가끔 이해불가의 불가사의한 행동을 보이기도 한다. 귀여운 동물들을 너무 좋아하는 나머지, 길거리에 버려진 동물만 보면 무조건 집으로 데려오곤 하는 버릇이 있는데 그 버릇 때문에 한 때 엄청난 곤혹을 치렀다. 특기는 크레파스로 그림 그리기그리고 스페인어, 동물과 소통하기 등이 있다.
- 파워
  - 공동 파워
  - 특수 파워

1. . 스페인 언어 구사: 스페인어를 하는 괴물이 도움을 요청할 때 파워퍼프걸의 스페인 통역가로서 영어에서 스페인어로 통역한적이 있다.
2. . 동물의 언어 구사: 동물의 언어를 구사, 모든 동물들의 말을 알아듣고 통역을 할 수 있다.

버터컵(Buttercup)
색상:      녹색
파워퍼프걸의 멤버이고, 검은 단발을 양쪽으로 빳빳이 세웠으며 상징색깔은 연두색이다. 털털하고 호전적이고 폭력적인 성격에 보이시한 소녀이며 파워퍼프걸 중에서도 가장 화를 잘내고 가장 잔악무도하다. 엄청난 파워와 격투 기술로 악당들을 물리친다. 평소 귀엽고 깜찍한 것들에 대해 별로 감흥이 없지만 아예 흥미가 없는 것은 아니다. 터프하고 보이시하면서도 가끔은 여성스러움, 귀여움을 드러내는게 그녀의 매력이다. 말보다는 주먹이 먼저 나가는 다소 다혈질적인 타입이며 버블을 놀려먹는 것을 좋아한다. 하지만 가끔 엉뚱한 행동을 하는데 아무것도 아닌 녹색 담요에다 주문을 걸어 최면을 건다던지 갱그리파의 리더인 에이스와 사랑에 빠진다던지 하는 것들이 대표적이며, 씻는 것을 무지 싫어한다.
- 파워
  - 공동 파워
  - 특수 파워
  - 전조등: 밤에 들어온 좀도둑을 놀래키려고 눈으로 불을 킨 능력이다.
  - 에너지 차지(charge): 부치에서 전기 공격전을 하기위한 에너지 충전이다.

1. . 혀 말기(?): 유일하게 특수 파워가 나오지 않은 버터컵이 온갖 초능력을 다 시험해보는 동안 발견해낸 특기, 혀를 U자 모양으로 만다. 특수 파워라고 하기엔 뭔가 좀 어정쩡하다. 오로지 버터컵만이 가능한 기술이며 블로섬, 버블, 유토니움 교수, 킨 선생 그 외의 시민들도 안 된다.

### 스팀퍼프걸(SteamPuffGirl)
파워퍼프걸의 시대극 버전이자 프로토타입. 서부개척시대에 만들어졌기 때문에 공중을 부양하기 위해서는 석탄으로 때는 엔진을 장착해야만 한다.

### 원시 파워퍼프걸
파워퍼프걸의 또다른 시대극 버전이자 프로토타입. 원시시대에 만들어졌다.

### 타운스빌 시민들
유토니움 교수(Professor, Antonio Utonium)일류 과학자이자 미혼인데다가 아이들을 만들었고, 파워퍼프걸의 아버지. 완벽한 소녀를 만들기 위한 연구를 진행하던 도중 파워퍼프걸을 만들어 냈으며 파워퍼프걸의 유일무이한 아버지이다. 타운스빌의 변두리에 있는 자신의 집 지하의 연구소에서 여러 연구와 실험에 몰두하고 있다. 여러 과학 지식 방면에 해박하며 모든 일상 생활에서도 과학 이론을 맞춰보는 등 과학에 대한 사랑이 남다르다. 하지만 과학에 해박한 만큼 가사일에는 정말로 소질이 없으며 1년에 한 번 타운스빌에서 열리는 '칠리 요리 만들기 대회'에서 그가 만든 칠리 요리가 생화학 테러를 저지르는 등 요리에도 일자무식이다. 평소엔 자상하고 따스하지만 한 번 화가 나면 파워퍼프걸에겐 어떤 악당보다 두렵고 무서운 존재이다. 한때 파워퍼프걸의 데이터를 바탕으로 파워드 슈트를 입고 파워퍼프걸과 함께 영웅 가족으로 활약했으나 파워퍼프걸과 같은 인조인간이 아닌 평범한 인간이었기 때문에 오래가지 못했다.
시장(a.k.a, Mayor)타운스빌의 시장. 땅딸막한 신체와 커다란 코에 모노클 안경이 포인트인 노인. 타운스빌의 모든 전권을 지니고 있는 사람이지만 엉뚱하고 덜렁대며 파워퍼프걸이 '머리에 아무것도 든 게 없다(라든가) 한번은 유토니움교수의 연구실에서 케미컬X를 가지고놀다가 그만 그 화학 물질로 인해 거인이 된 적이 있다.'라고 공인할 정도로 괴짜 바보다. 피클을 사랑하며 피클만 보면 환장을 하는 말 그대로 '피클 중독자'이다. 그러나 타운스빌의 시장인만큼 타운스빌시에 거주하고 있는 사람들의 이름과 지역 위치를 다 외울정도로 천재이기도 하다.
사라 벨럼(Ms. Sara Bellum)시장의 비서이자 오른팔, 8등신의 글래머러스한 S라인 몸매와 풍성하게 웨이브 진 길다란 주황색 머리카락이 특징. 키가 커서 파워퍼프걸 상에서는 얼굴이 아예 보이지를 않지만 상당한 미인으로 추정된다. 성실하고 체계적이고 계획을 잘 짜는 준비된 성격이며 시장을 타운스빌 시장으로 만든 것도 사라의 도움 덕이다. 평소엔 조용하고 정숙한 이미지이지만 상당한 격투 실력을 지녔으며 그 실력으로 악당인 세두사와 호각으로 싸우는 힘을 선보인 적이 있다.
킨 선생님(Ms. Keane)타운스빌의 교육 기관인 <포키오크스 유치원>의 여자 선생님. 사과를 좋아하며 자신의 교탁에 늘 사과를 올려놓고 쉬는 시간에 그것을 먹는다. 교육 실력은 굉장히 우수하며 자신의 유치원생들을 자식처럼 아끼고 사랑한다. 수업 시간에 떠드는 것과 장난치는 것, 수업 시간에 지각하는 것, 공부하지 않고 노는 것을 제일 싫어하며 학생들을 가르치는 데 자신의 모든 것을 쏟아붓는다. '발렌타인'이라는 애완고양이를 기르는데, 한 때 유토니움 교수와 연애를 한 적이 있으나 유토니움 교수의 고양이 트라우마 때문에 헤어졌었다.
그린 선생님 (Mr. Green)악당같이 생겼지만 마음씨는 착한 선생님. 킨 선생님의 병으로 대신 임시유치원선생님으로 왔다. 생긴것 때문에 파워퍼프걸과의 트러블이 있었지만 금방 해결되었다.

### 악당
호시탐탐 기회를 엿보며 범죄를 저지르는 뒷세계의 존재들. 공통적으로 항상 파워퍼프걸과 대치하면서 파워퍼프걸을 없앨 기회를 노리지만 저마다 개성과 생각하는 방식이 다른 괴짜들이기 때문에 평소에는 사이가 매우 나쁘며, 우습게도 에피소드에 따라 악당끼리 잘도 논다고 할 정도로 악당들끼리 서로 싸우기도 한다. 모조조조, 퍼지 럼킨, 그(him), 프린세스는 파워퍼프걸을 없애기 위해 임시 동맹을 맺기도 했다.
모조조조(Mojo Jojo)
색상:      보라색
작중에 등장하는 악당 중에서도 대표적으로 범죄를 저지르는 악당. 본래 유토니움 교수의 연구실의 침팬지 '조조'였지만 파워퍼프걸이 탄생하던 순간 폭발한 <케미컬 X>의 방사선에 맞는 바람에 뇌가 비정상적으로 발달, 엄청난 지적 능력과 사고를 가지게 되었다. 처음 각성했을 땐 그래도 온순했지만 파워퍼프걸이 점점 더 교수에 마음에 들어가면서 그것에 질투를 느끼고 비뚤어진 악의를 지니게 되었다...... 라고 본인은 알고 있지만 유토니움 교수의 말에 따르면 실험실에서 늘 사고만 치던 사고뭉치였으며 파워퍼프걸 탄생 때만 해도 모조조조가 유토니움 교수를 밀치는 바람에 <케미컬 X>가 혼합 물질에 떨어지게 되었던 것. 타운스빌 공원의 중앙의 사화산 위에 기지를 지어놓고 살고 있으며 자신의 커다란 뇌를 가리기 위해 하얀색 바탕에 보라색 줄무늬가 있는 커다란 모자를 쓰고 보라색 제복에 발까지 내려오는 파란 망토를 입고 있다. 늘 자신이 최고이고 자신이 옳다라는 사고방식을 지니고 있으며 말을 할 때도 자꾸 뚝뚝 끊어 요점만 얘기하는 등 아주 듣기 싫은 말투를 사용한다. 주로 저지르는 범죄는 로봇을 이용한 도시 침략이며 그 외에도 여러 범죄를 저지른다.게다가짜증나면 거대로봇까지잡는다
퍼지 럼킨스(Fuzzy Lumpkins)타운스빌 교외의 깊은 산속에 오두막을 지어 놓고 사는 악당. 누군가 자신의 오두막 영역에 들어오면 불같이 화를 내며 라이플을 쏘는가 하면 누군가 자신의 물건을 건드리기라도 하면 이성을 잃고 폭주하는 괴물로 변신한다. 부들부들한 분홍색 털에 연두색의 커다란 코, 같은 연두색의 동그란 돌기가 달린 더듬이를 가진 이형(異形)의 불가사의 생명체이다. 한 때 유토니움 교수가 퍼지의 정체에 대해 의문을 품고 그의 산에 잠입한 적이 있으나 도리어 퍼지의 아내가 될 뻔한 웃긴 에피소드가 있다. 여러 같은 종류가 등장한다. 주로 저지르는 범죄는 우연히 지나가는 시민들에게 폭력을 행사하거나 건물을 부수는 경우.
갱그린 파(The Gangreen Gang)조직 이름의 유래는 괴저(gangrene). 여드름 치료를 받다가 부작용이 생겨 피부 자체가 탁한 연두색(green)으로 변해버린 불량배 5인조. 주로 저지르는 범죄는 기물파손, 금품갈취, 집단괴롭힘 등등 동네 양아치들이나 할 법한 범죄이다. 극중 편의점을 습격, 불량식품을 훔쳐먹다 파워퍼프걸에 의해 발각되어 싸우던 도중 공격당하는 과정에서 불량식품에 의해 파워퍼프걸 못지 않는 슈퍼파워가 생겼으나 오래가지 못했다.
1. . 에이스(Ace, 풀네임은 Ace D. Copular) - 갱그린파의 보스. 17세. 이탈리아식 뉴요커 억양을 쓴다. 두뇌 회전이 빠른 만큼 간사하고 아부를 잘하며 지략에 능하다. 뾰족한 검정 선글라스가 트레이드 마크. 설정상 3명의 자매가 있다고 한다. 슬러시를 마시고 있어서 불량식품에 의해 생긴 슈퍼파워는 아이스 계열.
2. . 빌리(Big Billy, 풀네임은 William W. Williams) - 갱그린파의 멤버. 15세. 덩치가 크고 뚱뚱하며 주로 힘 쓰는 일을 잘한다. 두뇌 회전이 느려서 우둔하고 멍청하며 단순무식하기 때문에 파워퍼프걸과 잠깐 친구가 되기도 했다. 외눈박이. 사탕을 먹고 있어서 불량식품에 의해 생긴 슈퍼파워는 바위.
3. . 스네이크(Snake, 풀네임은 Sanford D. Ingleberry) - 갱그린파의 멤버.15세. 마치 뱀을 연상시키는 날카로운 외모에 늘 쉭쉭거리며 혀를 내미는 행동을 하며 말끝마다 "~스"를 붙인다. 빌리 다음으로 멍청해서 에이스에게 자주 맞는다. 껌을 씹고 있어서 불량식품에 의해 생긴 슈퍼파워는 늘어나기.
4. . 아르투로(Lil' Arturo, 풀네임은 Arturo de la Guerra) - 갱그린파의 멤버. 14세. 라틴아메리카계. 키가 작달막하고 풍성하고 길게 늘어진 검은 머리가 특징이다. 커피를 마시고 있어서 불량식품에 의해 생긴 슈퍼파워는 고속이동.
5. . 그러버(Grubber, 풀네임은 Grubber J. Gribberish) - 갱그린파의 멤버. 15세. 90도로 등이 구부러지고 눈이 기괴한 형태로 튀어나온 좀비와 같은 외모를 하고 있다. 평소엔 혀로 침을 튀기면서 "부르르르~~"라는 말밖에 하지 않는데 그 말은 갱그린파 멤버들만 알아들을 수 있다. 가장 지저분한 그러버에겐 정말로 100% 완벽한 성대모사 능력이 있다. 탄산 음료를 마시고 있어서 불량식품에 의해 생긴 슈퍼파워는 초강력 트림.

세두사(Sedusa)본래 "굿 레이디"라고 불리는 온순하고 착한 여성이지만 그녀의 또다른 사악한 마녀의 자아인 "세두사"는 반대로 굉장히 교활하고 사악하다. 세두사의 머리카락은 마치 뱀처럼 자유자재로 움직이며 머리카락에서 강력한 끈끈이 헤어 젤을 발사하기도 한다. 자신의 요염한 매력을 이용해 갱그리파를 하인처럼 부리기도 했다. 주로 저지르는 범죄는 값비싼 보석이나 현금을 훔치는 강도짓. 나중에 사라 벨럼과 파워퍼프걸에 의해 머리카락이 잘리는 굴욕(?)을 겪기도 했다.
프린세스 모어벅스(Princess Morbucks)대부호의 외동딸이자 파워퍼프걸과 같은 유치원에 다니는 소녀. 모든 것을 돈으로 사려고 하며 불결하고 천박한 것을 싫어한다. 자신보다 주목받고 눈에 띄는 파워퍼프걸을 동경하면서도 질투해 자신도 파워퍼프걸이 되려고 했으나 악당 중에서 인조인간이 아닌 평범한 인간이기 때문에 결국 실패하고 그 이후로 호시탐탐 파워퍼프걸을 없애고 자신이 새로운 영웅으로 추대받을 날을 기다리고 있다. 주로 저지르는 범죄는 각양각색이지만 돈이나 자기 집안의 권력을 이용해 저지르는 경우가 대부분. 극중에는 라우디러프보이즈와 싸우기 위해 파워퍼프걸을 잠시 이용하기도 했다.
아메바 보이즈(Amoeba boys)물웅덩이에 고여 있던 아메바가 어떤 이유(아마 케미컬 X 때문이 아닐까 싶다.)로 돌연변이를 일으켜 생물체로 각성하게 된다. 자신들을 악당이라고 칭하고 있긴 하지만 악당 치고는 능력이 최악이고 두뇌가 없기 때문에 머리도 매우 나쁘며 모조조조가 실수로 떨어뜨린 기계 설명도를 이해하는데도 하루가 걸릴 정도이다. 자신들이 무시무시하고 강한 악당이라고 생각하고 있지만 정작 파워퍼프걸은 그들은 조금도 신경쓰지 않는다. 주로 저지르는 범죄는 없지만 딱 한 번, 자신들의 몸속에 있던 맹독의 감기 바이러스가 퍼져 타운스빌 시민들은 물론 파워퍼프걸까지 그 감기 바이러스에 감염되는 사건이 발생했던 적이 있다. 악당 중에서는 최하위.
라우디러프보이즈(RowdyRuff Boys)파워퍼프걸과는 성격이 정반대인 완벽한 3명의 불량 청소년들. 유토니움 교수로부터 파워퍼프걸의 탄생 비법을 훔쳐낸 모조조조가 자신만의 방법으로 다시 개조해 만들어낸 완벽한 소년들이다. 만드는 방법은 개의 꼬리, 겨드랑이 털, 달팽이 요리, 그리고 <케미컬 X>를 대신할 냄새나는 화장실 변기물로 만든다. 정의를 지키고 평화를 사랑하는 파워퍼프걸과는 반대로 사건을 좋아하고 평화를 깨부수는데 여념이 없는 그야말로 무시무시한 악동들이다. 파워퍼프걸과 동일한 슈퍼 파워와 초능력을 지녔고 파워퍼프걸을 패배시킨 전적이 있는 유일한 악당이며 처음 등장했을 때 압도적인 실력으로 파워퍼프걸을 쓰러뜨렸다. 하지만 사라 벨럼의 기발한 아이디어로 인한 파워퍼프걸의 여성미 넘치는 키스 공격에 소멸(폭파)했고, 후에 그들의 가능성을 본 그(Him)에 의해 약물(마약?) 복용(도핑)으로 새로운 힘을 가지고 업그레이드해 다시 탄생(부활)했다. 하지만 역시 파워퍼프걸의 여성미 넘치는 소꿉놀이(조롱) 공격으로 인해 패배했다. 극중에는 파워퍼프걸과 잠깐 연애하기도 했고 파워퍼프걸 오프닝에서 까메오로 출연한다.
- 멤버

브릭(Brick)
라우디러프보이즈의 리더, 블로섬이 머리에 리본을 맸다면 브릭은 새빨간 모자를 뒤로 돌려 쓰고 있으며 초기에는 그저 블로섬의 남성화 모습처럼 보였지만 그(Him)가 부활시킨 후엔 뒤로 길다랗고 삐죽거리는 뒷머리가 생겼다. 상징 색깔은 빨간색. 블로섬이 지적이고 냉철한 리더라면 브릭은 난폭하고 폭력적인 철부지 리더이다. 하지만 라우디러프보이를 이끌 땐 누구보다도 강하고 지적인 모습을 보일 때가 있다.
부머(Boomer)
라우디러프보이즈의 멤버, 트윈 테일로 머리를 정리한 버블과는 달리 아무렇게 자라난 금발을 옆모양으로 정리한 머리가 특징이며 그(Him)가 부활시킨 후엔 머리가 훨씬 더 길게 자라나 양쪽으로 뾰족하게 되었다. 상징 색깔은 파란색. 버블이 어리숙하고 순진한 것처럼 부머 역시 살짝 순진하고 아둔한 면이 있으며 그것 때문에 브릭과 부치에게 무시당하곤 한다. 그 때문에 극중에는 파워퍼프걸에게 인질로 잡히고 버블에 의해 변장당하기도 했다.
부치(Butch)
라우디러프보이즈의 멤버, 버터컵이 머리를 한갈래로 질끈 묶은 듯한 머리가 특징이며 그(Him)가 부활시킨 후엔 머리를 푼 후 그것을 뾰족하게 세워 번개머리로 스타일을 바꿨다. 상징 색깔은 초록색. 버터컵이 과격하고 터프한 다혈질인 것처럼 부치 역시 라우디러프보이 중 가장 힘쓰는 것과 싸우는 것을 좋아한다. 하지만 두뇌 회전이 갱그리파의 빌리보다도 느려서 머리는 제일 나쁘며 가끔씩 맛이 가서 정신 나간 행동을 하는 경향이 있다.(한쪽 눈을 꿈틀거림, 몸을 발작처럼 떨어댐, 이상한 소리로 웃음)
러프 더 키즈(Ruff The Kids)라우디러프보이즈의 시대극 버전이자 프로토타입. 극중에는 등장하지 않지만 스팀퍼프걸처럼 서부개척시대에 만들어졌던 것이 아닐까 생각된다.
그(Him)본명은 불명. 파워퍼프걸의 가장 강력한 숙적이자 파워퍼프걸이 유일하게 두려워하는 존재. 모든 악당들이 그의 이름을 담기조차 두려워하며 모조조조는 형님으로까지 모시고 있다. 라우디러프보이와 마찬가지로 유일하게 파워퍼프걸을 몰아갈 힘과 능력을 갖춘 무서운 악마. 진한 빨간색의 피부와 노란색의 날카롭게 째진 눈, 피부보다 더 진한 빨간색의 날카로운 집게발. 돌돌 말린 염소 턱수염이 특징이며 평소엔 늘 여자같이 나긋나긋하고 다정한 말투로 말하지만 본성은 잔혹과 비정, 무자비의 극치라 할 정도로 사악하다. 파워퍼프걸의 슈퍼 파워에 버금갈 정도로 막강한 불가사의한 마력을 지녔으며 등장횟수는 적지만 한 번 나올때마다 파워퍼프걸을 제대로 궁지에 몰아간다. 과연 그의 본명은 언제쯤 밝혀질런지....
- 능력
  - 파워퍼프걸에 버금가는 초 괴력
  - 자유자재로 늘어나는 집게발
  - 눈에서 발사하는 지옥의 광선
  - 인형 빙의
  - 사람들의 마음에 증오를 가득차게 하는 미움의 구름
  - 꿈속 세계를 자기 마음대로 조종
  - 파워퍼프걸의 슈퍼파워와 초능력에 버금가는 불가사의한 마술.

파워펑크걸(PowerPunk Girls)애니에선 나오지 않고 만화책에서만 나온 파워펑크걸 화이다. 파워퍼프걸이 거울을 닦다가 잘못해서 거울 반대편의 세상(평행세계)으로 넘어갔을 때 등장한 파워퍼프걸의 도플갱어. 그쪽 세상에서는 오히려 파워펑크걸과 플로티움교수가 악당이며 모조조조의 도플갱어인 조모모모 같은 악당들의 도플갱어들이 선역이다.
- 멤버

버서크(Beserk)
파워펑크걸의 리더로 블로섬의 도플갱어. 헝클어진 리본을 매고 있다. 공격무기는 헝클어진 리본.
브랫(Brat)
버블의 도플갱어. 아무렇게나 행동한다. 파워퍼프걸, 파워펑크걸 전체 중에 유일하게 흰색스타킹을 신지 않고 있다.
브루트(Brute)
버터컵의 도플 갱어. 부치와 버터컵을 합쳐놓았으며 성격은 부치와 동일하다.
플로티움교수
유토니움교수의 도플갱어로 무기와 슈트는 그대로 가지고 있다.성격은 사악한 과학자 그 자체이다.

## 특징
- 파워퍼프걸에 등장하는 악당들의 피부색은 다양하다. 모조조조와 갱그리파는 녹색, 세두사는 붉은색과 하얀색, 그(Him)는 붉은색, 그 외에 단역으로 등장하는 악당들도 다양한 피부색을 가지고 있다.

- 그저 재밌어보이는 내용 뒤에는 미국사회 풍자를 하고있다. 주로 성 차별, 무능한 시장등이 눈에 띈다.

- 이 정보에 잠시 올라왔던 라우디라이트보이즈에대한 정보는 한국에서 일부팬들사이에서 퍼져나간 루머임이 들어나면서 삭제되었다. 그루머의 시작은 한 누리꾼이 자신의 블로그에 라우디러프보이즈의 반세계아이들이라고 올린 것을 시작으로 퍼져나가면서 그것이 사실인 것으로 착각한 누리꾼이 올린 것이다. 실제 라우디라이트보이즈는 어느 팬의 자작캐릭터임이 드러났다. 그러나 잠시 동안이었지만 일부한국팬들사이에서는 라우디라이트보이즈는 라우디러프보이즈의 도플갱어 후보로 지목되었다.실제로 자작캐릭터임에도 라우디라이트보이즈는 반세계의 라우디러프보이즈가 등장한다고 가정했을 때 가장가까운 모습으로 그려져있다.

| 인물              | 오리지널 보이스 미국 | 한국어 음성 (SBS) 2011년 9월 23일3 | 한국어 음성 (투니버스) 2015년 7월 22일3 | 한국어 음성 (카툰 네트워크) 2018년 10월 14일 3 |
| ----------------- | -------------------- | ---------------------------------- | --------------------------------------- | ---------------------------------------------- |
| 블로섬            | 캐시 카바디니        | 정미숙                             | 정윤정                                  | 박지윤                                         |
| 버블스            | 타라 스트롱          | 장경희                             | 양정화                                  | 정유미                                         |
| 버터컵            | 엘리자베스 데일리    | 홍시호                             | 김효선                                  | 윤미나                                         |
| 모조조조          | 로저 L. 잭슨         | 이수나                             | 조영호                                  | 김도담                                         |
| 유토니움 교수     | 맷 르블랑            | 이동준                             | 홍범기                                  | 이민규                                         |
| 프린세스 모어벅스 | 크리스틴 스튜어트    | 이승연                             | 주자영                                  | 소연 (성우)                                    |
| 퍼지 럼킨스       | 짐 커밍스            | 양금석                             | 김호성                                  | 변현우                                         |

## 수상
에미상 노미네이트 5회, 수상 2회. 애니상 노미네이트 9회, 수상 2회.

## 방영
| 시즌 | 시즌 | 에피소드 수 | 미국 방영일      | 미국 방영일     | DVD 발매일       | DVD 발매일        |
| 시즌 | 시즌 | 에피소드 수 | 방송 시작        | 방송 종료       | Region 1 (미국)  | Region 3 (한국)   |
| ---- | ---- | ----------- | ---------------- | --------------- | ---------------- | ----------------- |
|      | 1    | 13          | 1998년 11월 18일 | 1999년 5월 27일 | 2007년 6월 19일1 | 2011년 9월 23일3  |
|      | 2    | 13          | 1999년 6월 25일  | 2000년 6월 30일 | 2009년 1월 20일2 | 2012년 6월 5일    |
|      | 3    | 13          | 2000년 7월 28일  | 2001년 2월 9일  | 2009년 1월 20일  | 2012년 11월 13일3 |
|      | 4    | 10          | 2001년 4월 20일  | 2002년 7월 12일 | 2009년 1월 20일  | 2013년 3월 5일3   |
|      | 5    | 13          | 2002년 12월 6일  | 2004년 1월 16일 | 2009년 1월 20일  | 2014년 3월 14일3  |
|      | 6    | 16          | 2004년 4월 2일   | 2004년 8월 27일 | 2009년 1월 20일  | 2015년 7월 22일3  |

^1  시즌 1의 DVD는 2007년 처음 Region 1로 발매되었으며, 이후 『The Powerpuff Girls: The Complete Series』으로 재발매되었다.
^2  총 6시즌 전 78화를 수록한 『The Powerpuff Girls: The Complete Series』가 2009년 발매되었다.
^3  시즌 1 전 에피소드와 시즌 2 7 에피소드까지 총 20편을 DVD 10장으로 발매하였다.
^4  2016년 곧 이어 파워퍼프걸의 새로운 에피소드가 탄생된다.